# Rivière à la Hache
La rivière à la Hache est un affluent de la rivière de la Tête Blanche (bassin versant de la rivière Shipshaw), coulant sur la rive Nord-Ouest du fleuve Saint-Laurent, dans le territoire non organisé du Mont-Valin, dans la municipalité régionale de comté de Le Fjord-du-Saguenay, dans la région administrative de Saguenay-Lac-Saint-Jean, dans la Province de Québec, au Canada.
Cette rivière coule entièrement dans la zec Onatchiway. Le bassin versant de la rivière à la Hache est desservie par quelques routes forestières pour les besoins de la foresterie et des activités récréotouristiques,,.
La foresterie constitue la principale activité économique du secteur ; les activités récréotouristiques, en second.
La surface de la rivière à la Hache est habituellement gelée de la fin novembre au début avril, toutefois la circulation sécuritaire sur la glace se fait généralement de la mi-décembre à la fin mars.

## Géographie
Les principaux bassins versants voisins de la rivière à la Hache sont :
- Côté Nord : Petite rivière de la Tête Blanche, rivière de la Tête Blanche, rivière au Poivre, lac au Poivre, lac Rouvray, rivière du Portage ;
- Côté Est : Lac Mill, rivière aux Castors, rivière François-Paradis, rivière aux Sables, rivière Poulin, lac Laflamme (rivière Tagi) ;
- Côté Sud : Rivière Nisipi, rivière Saint-Louis, rivière Sainte-Marguerite ;
- Côté Ouest : rivière de la Petite Hache, lac Onatchiway, rivière Shipshaw, rivière Péribonka[2].

La rivière à la Hache prend sa source d’un lac non identifié (longueur : 0,5 km ; altitude : 742 m), en montagne dans le territoire non organisé de Mont-Valin à 16,4 km à l’Est du barrage à l’embouchure du lac Onatchiway (lequel est traversé vers le Sud par la rivière Shipshaw), à 10,3 km à l’Ouest d’une baie du lac Moncouche et à 18,5 km au Sud-Est de l’embouchure de la rivière de la Tête Blanche,.
À partir du lac de tête, la rivière à la Hache coule sur 54,8 km, entièrement en zone forestière, selon les segments suivants :
Cours supérieur de la rivière à la Hache (segment de 11,4 km
- 2,9 km vers le Nord-Est, notamment en traversant le lac Dobe (longueur : 1,6 km ; altitude : 742 m) sur sa pleine longueur, puis en traversant sur 1,1 km le lac du Cuisinier (altitude : 724 m) sur sa pleine longueur, jusqu’à son embouchure ;
- 4,0 km vers le Nord-Ouest, notamment en traversant le lac de la Tour (longueur : 3,5 km ; altitude : 723 m) sur sa pleine longueur, jusqu’à son embouchure ;
- 2,5 km vers le Nord, notamment en traversant le lac Léger (longueur : 1,5 km ; altitude : 709 m), jusqu’à son embouchure ;
- 2,0 km vers le Nord-Ouest, notamment en traversant la partie Sud-Ouest du lac Boiteux (longueur : 2,5 km ; altitude : 706 m), jusqu’à son embouchure ;

Cours inférieur de la rivière à la Hache (segment de 43,4 km
- 4,2 km dont vers le Sud-Ouest sur 0,5 km, puis vers le Nord-Ouest sur 3,7 km notamment en traversant la partie Sud du lac Laban (longueur : 1,4 km ; altitude : 672 m), jusqu’au barrage à son embouchure ;
- 3,6 km vers le Nord-Ouest notamment en traversant le lac du Canard (longueur : 3,3 km ; altitude : 666 m), jusqu’au barrage à son embouchure. Note : Ce segment reçoit du Sud-Ouest la décharge la décharge des lacs Farmer, Gagné et Détourné ;
- 9,2 km d’abord vers le Nord-Est, vers le Nord-Ouest, puis vers l’Ouest en traversant le lac Zoé (longueur : 3,4 km ; altitude : 640 m), jusqu’à son embouchure ;
- 10,4 km d’abord vers l’Ouest, puis vers le Nord en traversant le lac Desmeules (longueur : 10,4 km ; altitude : 623 m), jusqu’à son embouchure. Note : Ce lac reçoit du côté Sud la décharge du Lac de la Petite Hache et de la rivière de la Petite Hache ; ce lac reçoit du côté Nord la décharge du Premier lac Gauthier ; et il reçoit du côté Est la décharge d’un ensemble de lacs Zoé, John et du Mollusque ;
- 8,0 km jusqu’à un ruisseau McCracken (venant de l’Est) ;
- 8,0 km vers le Sud-Ouest, jusqu’à l’embouchure de la rivière[2].

La rivière à la Hache se déverse sur la rive Est de la rivière de la Tête Blanche, au pied d’une série de rapides à 1,0 km en aval de l’embouchure du lac Jeannot.
L'embouchure de la rivière à la Hache est située à :
- 9,1 km à l’Est du lac Onatchiway ;
- 13,2 km en amont de l’embouchure de la rivière de la Tête Blanche ;
- 63,9 km au Nord de l’embouchure de la rivière Shipshaw ;
- 37,8 km au Sud-Est du barrage à l’embouchure du lac Pamouscachiou ;
- 20,9 km au Nord de l'embouchure du lac La Mothe lequel est traversé par la rivière Shipshaw ;
- 64,8 km au Nord du centre-ville de Saguenay[2],[6]

## Toponymie
Le toponyme de « rivière à la Hache » a été officialisé le 6 mai 1983 à la Banque des noms de lieux de la Commission de toponymie du Québec.